# Fred Kaps
Fred Kaps, artiestennaam van Abraham (Bram) Pieter Adrianus Bongers (Rotterdam, 8 juni 1926 – Utrecht, 23 juli 1980), was een Nederlands goochelaar.

## Biografie
Bongers kwam samen met zijn ouders en twee jongere broers, Lou en Joop, in Utrecht wonen toen hij 9 jaar oud was. Zijn vader ging werken bij Ruteck's, een bekend cafetaria, annex lunchroom. Bram ging naar de lagere school Puntenburg, achter het Centraal Station.
Van zijn kapper leerde hij als schooljongen de eerste goocheltrucjes. Hij was elke week bij de kapper te vinden, voor de trucs, maar ook voor de dochter van de kapper: zijn toekomstige vrouw. Na de MULO wilde zijn vader dat hij reclametekenaar werd, maar Bongers wilde van zijn hobby zijn beroep maken. Uit een beroepentest bleek dat hij zeer creatief was. Het advies was kunstacademie, maar er werd ook op gewezen dat hij het als goochelaar ver zou kunnen schoppen.
Onder de naam Valdini trad hij op bij bruiloften en partijen. Later, onder de naam Mystica, vermaakte hij Nederlandse militairen. Toen hijzelf in dienst moest werd hij bij een cabaretgroep ingedeeld. Hij trad op voor de Nederlandse troepen die in Indonesië het herstel van het koloniaal gezag bevochten. Door de optredens daar behield hij zijn passie en vingervlugheid.

## Doorbraak als goochelaar
Bongers kwam na zijn diensttijd moeilijk aan werk, totdat hij in 1950 de Grand Prix voor goochelaars won. Dit wereldkampioenschap werd het begin van optredens over de hele wereld. Hij trad onder andere op in de Ed Sullivan Show in de Verenigde Staten op 9 februari 1964. Toevallig ook de uitzending waarin The Beatles hun debuut maakten op de Amerikaanse televisie. Kaps stond direct na het optreden van de popgroep geprogrammeerd. De uitzending was met ruim 73 miljoen kijkers een van de best bekeken programma's in de Amerikaanse televisiegeschiedenis. De goochelaar trad verder op voor leden van het koninklijke huis in het Verenigd Koninkrijk en Nederland. Hij kreeg een contract bij Wim Kan. In 1963 had de magiër een eigen programma op de Nederlandse televisie, Fred's Kapsalon genaamd.
Kaps is de enige goochelaar ter wereld die driemaal wereldkampioen werd bij de Fédération Internationale des Sociétés Magiques Grand Prix. (Barcelona 1950, Amsterdam 1955 en Luik 1961). Daarnaast werd hij uiteindelijk tweemaal nationaal kampioen goochelen (Arnhem 1950 en Enschede 1959).
Zijn laatste optreden vond plaats in de nachtclub Folies Russes in Monte Carlo in 1980. Hij acteerde vaak verbazing over zijn eigen trucs. In 1980 werd Kaps onderscheiden door de Academy of Magical Arts te Hollywood en tegelijkertijd werd hij gediagnosticeerd met kanker.

## Werk
Kaps blonk zowel uit in het grote werk op de bühne als in de micromagie. Hij was een meesterlijk manipulator en groot in de cartomagie. Zelf ontwierp hij vele originele effecten. Met goochelstokken, kaarten, dollar-kaps-biljetten, kaarsen, munten, zeepbellen, balletjes, dobbelstenen en sjaaltjes vermaakte hij zijn publiek. Zijn trucs waren snel en onnavolgbaar. De meeste indruk maakte het kleine zoutvaatje waaruit hij een onuitputtelijke voorraad zout tevoorschijn toverde.

## Fred Kaps Ring
De Fred Kaps Ring is een goochel- en vriendenclub, vernoemd naar de grootmeester. Het is de enige Nederlandse ring van de International Brotherhood of Magicians. Deze club houdt haar bijeenkomsten in het Magic Art Center (MAC) in Bennebroek. Aan personen die zich verdienstelijk hebben gemaakt voor de goochelkunst wordt de zogeheten Fred Kaps Award uitgereikt. Halverwege jaren '90 ontving Marconick deze zelden uitgereikte prijs. In 2012 werd de prijs toegekend aan Eric Eswin. In oktober 2021 heeft Hans Kazàn deze ring gewonnen

## Nagedachtenis
Kaps overleed op 54-jarige leeftijd en werd 28 juli 1980 gecremeerd in Crematorium Daelwijck. In samenwerking met Beeld en Geluid is een dvd uitgebracht met als titel: Fred Kaps, Seeing is Believing!
In Utrecht ligt voor het woonhuis waar hij in 1980 overleed een plaquette ter nagedachtenis.
De tekst erop luidt: Verhief goochelen tot KUNST.
In november 2020 verscheen ter gelegenheid van Kaps' veertigste sterfdag een boek: Fred Kaps, meestergoochelaar, geschreven door Michel van Zeist, zelf ook goochelaar.
- International Standard Name Identifier: 0000 0000 7594 1922
- Library of Congress Control Number: no2009127104
- Nederlandse Thesaurus van Auteursnamen: 070545669
- Virtual International Authority File: 104717801
- WorldCat: E39PBJth69V6XQYmv9yPyFjpyd